# Osiecka (album)
Osiecka – solowy album Katarzyny Nosowskiej z piosenkami Agnieszki Osieckiej wydany 28 listopada 2008. Nagrania dotarły do 1. miejsca listy OLiS.
Część utworów, które znajdują się na albumie Nosowskiej została już wcześniej przygotowana i wykonana na specjalnym koncercie w Teatrze Muzycznym Roma. Występ odbył się 15 września w ramach koncertu galowego XI edycji konkursu Pamiętajmy o Osieckiej.
Muzykę nagrano w Muzycznym Studiu Trójki im. Agnieszki Osieckiej w dniach 1–4 listopada 2008, natomiast wokale we wrocławskim studiu Fonoplastykon w dniach 5–9 listopada 2008.
W 2009 roku płyta została nagrodzona Fryderykiem w kategorii „Album Roku – Piosenka Poetycka”. 5 czerwca ukazała się edycja specjalna albumu, która zawiera dodatkowy nośnik DVD, na którym znajduje się 43 minutowy film ukazujący prace nad płytą. 9 września wydawnictwo uzyskało status dwukrotnej platynowej płyty. Łączny nakład przekroczył 60 tys. zestawów.

## Lista utworów
Opracowano na podstawie materiału źródłowego.
| Nr  | Tytuł utworu              | Muzyka | Oryginalny wykonawca | Długość |
| --- | ------------------------- | --- | -------------------- | ------- |
| 1.  | „Uroda (prolog)”          | Wanda Warska | Wanda Warska         | 1:03    |
| 2.  | „Na całych jeziorach ty”  | Adam Sławiński | Teresa Tutinas       | 4:30    |
| 3.  | „Nim wstanie dzień”       | Krzysztof Komeda | Edmund Fetting       | 4:00    |
| 4.  | „Kokaina”                 | Andrzej Kurylewicz | Krystyna Sienkiewicz | 5:49    |
| 5.  | „Jeszcze zima”            | Adam Sławiński | Maryla Rodowicz      | 5:38    |
| 6.  | „Uroda”                   | Wanda Warska | Wanda Warska         | 4:40    |
| 7.  | „Kto tam u ciebie jest?”  | Jerzy Satanowski | Ewa Błaszczyk        | 2:46    |
| 8.  | „Zielono mi”              | Jan Ptaszyn Wróblewski | Andrzej Dąbrowski    | 4:31    |
| 9.  | „Uciekaj moje serce”      | Seweryn Krajewski | Seweryn Krajewski    | 3:09    |
| 10. | „Jesień na Saskiej”       | Dominik Trębski, Jarek Jóźwik, Krzysztof Zalewski, Marcin Macuk, Michał Chęć, Stanisław Wróbel, Tomasz Duda, Łukasz Moskal | –                    | 1:31    |
| 11. | „Na kulawej naszej barce” | Seweryn Krajewski | Maryla Rodowicz      | 7:42    |
|     |                           | |                      | 45:19   |

Uwagi
- „Uroda (prolog)” jest coverem utworu „Uroda”.
- „Jesień na Saskiej” jest utworem instrumentalnym.
- „Na kulawej naszej barce” jest coverem utworu „Dziewczyna ze snu” ze zmienionym tytułem.

## Twórcy
Opracowano na podstawie materiału źródłowego.

- Katarzyna Nosowska – śpiew
- Marcin Macuk – gitara, instrumenty perkusyjne, theremin
- Tomasz Duda – klarnet, klarnet basowy
- Michał Chęć – gitara, instrumenty perkusyjne
- Dominik Trębski – trąbka, flugelhorn
- Krzysztof Zalewski – wibrafon, chórki, hałasy
- Jarek Jóźwik – fortepian, wurlitzer
- Stanisław Wróbel – gitara basowa, instrumenty perkusyjne
- Łukasz Moskal – perkusja, instrumenty perkusyjne, gitara
- Marcin Bors – gitary, e-bow, Arp Solina, Roland RE 501, Technics SL 1201 MK II, hałasy